# 等分散性

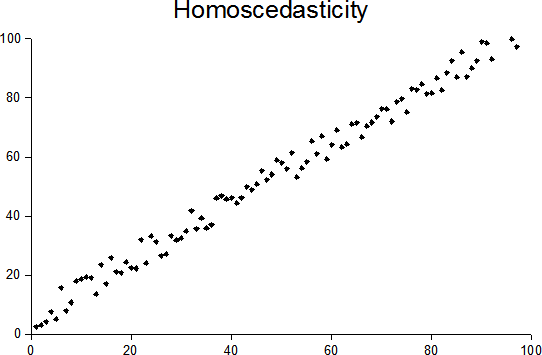
等分散性を示すランダムデータのプロット

統計学において、確率変数の列あるいはベクトルを構成する全ての確率変数が, 等しい有限分散を持つとき, それらは等分散（とうぶんさん）である。英語では homoscedasticity あるいは homogeneity of variance と呼ばれる。逆は不等分散性 (Heteroscedasticity) あるいは分散不均一性である。
等分散性の仮定は、数学的あるいは計算機的処理を単純化する。等分散性の重大な違反（実際は不等分散であるデータの分布を等分散と仮定する）は、ピアソン係数によって計測される適合度の過大評価をもたらす。

## 回帰モデルの仮定
単純線形回帰分析の記述に用いられる時、（ガウス＝マルコフの定理によって最良線形不偏推定量最小二乗推定量がそれぞれの母集団パラメータの最良線形不偏推定量であることを保証する）適合モデルの一つの仮定は、誤差項の標準偏差が一定であり、x値に依存しないというものである。それ故に、y（応答変数）のそれぞれの確率分布は、x値（予測変数）にかかわらず同じ標準偏差を持つ。要するに、この仮定が等分散性である。等分散性は推定量が不偏性、一致性、漸近正規性を持つことを必要としない。

## 検定
平方残差を独立変数に回帰するブルーシュ＝ペーガンの検定を用いて、残差の等分散性を検定することができる。ブルーシュ＝ペーガン検定は正規性に対して敏感であるため、コーエンカー＝バセットの検定あるいは「一般化されたブルーシュ＝ペーガンの検定」が一般的な目的のために使用される。グループワイズな等分散性はゴールドフェルト＝クォントの検定を必要とする

## 等分散的分布
2つ以上の正規分布{\displaystyle N(\mu _{i},\Sigma _{i})}が共通の共分散（あるいは相関）行列{\displaystyle \Sigma _{i}=\Sigma _{j},\ \forall i,j}を共有しているとすると、それらは共分散的である。共分散的分布は、統計的パターン認識および機械学習アルゴリズムを導き出すために特に有用である。有名な例の一つは、フィッシャーの線形判別分析である。
等分散性の概念は、球上の分布に適用することができる。